# Dokumenty FinCEN
Dokumenty FinCEN, nebo anglicky FinCEN Files, je soubor 200 000 dokumentů uniklých z amerického úřadu FinCEN, zabývajícím se prevencí a postihováním finančního zločinu, a zveřejněných 20. září 2020 skrze Mezinárodní konsorcium investigativních novinářů. Tyto data odhalují finanční transakce mezi lety 1999 a 2017 ve výši dvou bilionů dolarů, u kterých se jedná o praní špinavých peněz skrze nadnárodní banky včetně společností JPMorgan Chase, HSBC, Standard Chartered, Deutsche Bank.
Dle ČT24 např. britská banka HSBC "umožnila podvodníkům přesouvat ukradené miliony po celém světě, a to i poté, co se od amerických vyšetřovatelů dozvěděla, že jde o podvod".
České banky zmíněné mezi podezřelými transakcemi jsou Československá obchodní banka, Česká spořitelna či PPF Banka.

### Další informace
- FinCEN Files: Česko na Investigace.cz